# Balbino Gutiérrez Quesada
Balbino Gutiérrez Quesada (Campillo de Arenas, 8 de diciembre de 1944-Madrid, 29 de octubre de 2019) fue un escritor, periodista y flamencólogo español, destacado por su faceta como divulgador y crítico de flamenco y por ser el biógrafo oficial del cantaor Enrique Morente.

## Trayectoria
Nació en la provincia de Jaén y, tras la guerra civil española, su familia se mudó a Granada. En su juventud, estuvo en contacto en la clandestinidad con el Partido Comunista de España (PCE) y viajó a París, donde participó en el Mayo del 68. A principios de los años 70, se instaló en Madrid donde obtuvo el título de Licenciado en Historia Moderna y Contemporánea por la Universidad Autónoma de Madrid (UAM). Obtuvo una plaza de profesor agregado de bachillerato en 1979, ejerciendo en el Instituto de Enseñanza Secundaria Matemático Puig Adam de Getafe hasta su jubilación en 2005.
Aparte de su trabajo como crítico de flamenco en periódicos como El País, El Sol y La Razón, Gutiérrez fue cofundador y colaborador de revistas como Qué Madrid, La Caña, Anuario Flamenco, Cuadernos del Matemático, Poesía en el Campus, Alma 100, Revista del Festival de La Unión, El Canon, Boronía, entre otras, donde publicaba artículos, reportajes, ensayos y relatos. También colaboró con revistas de otros países como Arts et vie y La Pensée de Midi.
Realizó estudios sobre diferentes figuras de la poesía y la canción como Rafael Cansinos Assens, Yves Montand o Georges Brassens, y fueron destacadas sus entrevistas a otras personalidades reconocidas del mundo del flamenco como Camarón de la Isla, Paco de Lucía, Carmen Linares, Cristina Hoyos, José Menese, Estrella Morente, Sara Baras o Carlos Saura entre otros. Además de la publicación de varias obras, Gutiérrez tradujo diversas obras de Nikita Jrushchov, Simone de Beauvoir o Michel Barnier, entre otros.

## Obra
- 1996 – Enrique Morente. La voz libre. Fundación Autor. Sociedad General de Autores y Editores. ISBN 978-84-8048-893-8.[8]
- 1996 – Crónica del querer: el amor en la copla. Hiperión. ISBN 978-8475174860.
- 2000 – La última noche del ingeniero Santa Cruz. Editorial Comares. ISBN 978-8484440963.[9]

## Reconocimientos
- En 2006, Gutiérrez recibió el Primer Premio en la 46.ª edición del Festival de Cante de las Minas de La Unión.